# Венский Резиденц-оркестр
Венский Резиденц-оркестр (нем. Wiener Residenzorchester) — австрийский симфонический оркестр из Вены. Основан в 1989 году дирижёром Паулем Мозером для исполнения, главным образом, лёгкой академической музыки, в диапазоне от Моцарта до Иоганна Штрауса. 
Заметные успехи Резиденц-оркестра связаны с его выступлением на торжествах в честь 200-летия Моцарта в 1991 году и с последовавшим в 1992 году европейским турне, в ходе которого оркестром дирижировал Рудольф Нуреев.
Концерты Резиденц-оркестра проводятся, главным образом, в исторических интерьерах, их домашняя сцена — венский дворец Ауэршперг. После смерти Мозера в 2004 году оркестр возглавил Кристиан Поллак.